# Franz von Škoda

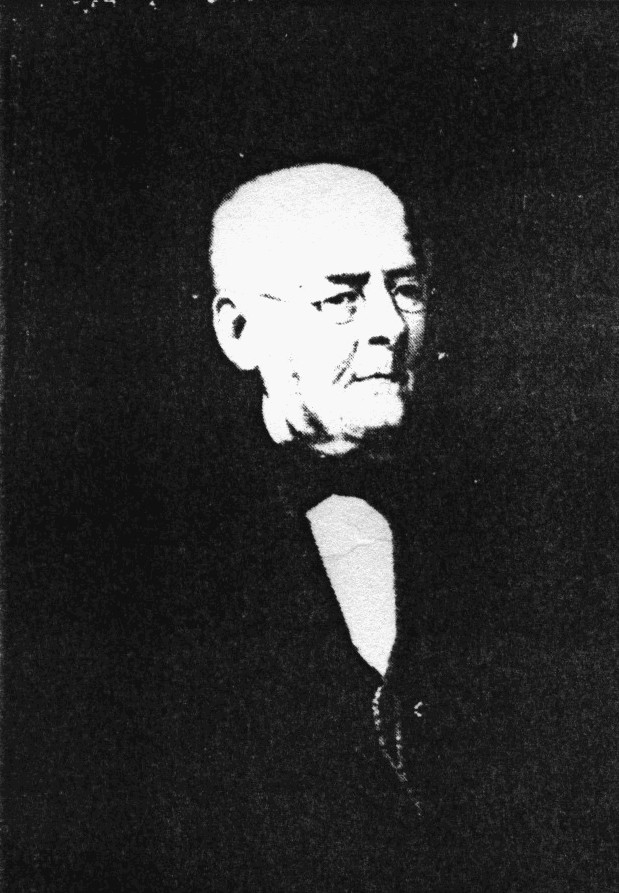
Franz von Škoda

Franz (seit 1867) Ritter von Škoda (* 26. Februar 1801 in Pilsen in Westböhmen; † 1. März 1888 in Gries am Brenner bei Bozen) war ein böhmischer Mediziner und Ehrenbürger der Stadt Eger in Westböhmen.

## Leben und Angehörige
Franz Škoda, ein Sohn des Nagelschmieds Josef Škoda in Pilsen, der aus Letkov bei Pilsen stammt (Škoda: Aufstieg und Ende einer Industriellenfamilie, in: Jahrbuch Mies Pilsen, Band 3, Dinkelsbühl, Seite 84) war Vater des Großindustriellen und Gründers der Škodawerke in Pilsen Emil von Škoda (1839–1900) und Bruder des Neubegründers der physikalischen Diagnostik Josef von Škoda (1805–1881). Franz war Absolvent des Gymnasiums in Pilsen und ab dem Jahr 1821 Student der Medizin an der Universität Wien. Im Jahr 1826 wurde er dort Doktor der Medizin und absolvierte einen zweijährigen Kurs für Augenheilkunde, Geburtshilfe und Chirurgie. Anschließend war er Stadtarzt in Pilsen und Kreisphysikus.
In seiner Eigenschaft als Kreisphysikus wurde Franz Škoda 1833 von der österreichischen Regierung nach Galizien, damals ein Kronland der Monarchie Österreich-Ungarn abgeordnet, wo er bei der Bekämpfung einer Choleraepidemie fast ums Leben kam. Nach Pilsen zurückgekehrt, wurde er Primararzt des neu gegründeten Stadtkrankenhaus. Durch ein Vermögen, das er nach dem Tod seiner ersten Frau Anna Pivetz (1806–1836) geerbt hat, erhöhte sich sein Ansehen unter der Bürgerschaft der Stadt. Im Jahr 1840 wurde er Kreisphysikus in Eger. Die ehemalige Freie Reichsstadt Eger ernannte ihn zum Ehrenbürger für seinen Einsatz für Stadt und Egerland 1848 als Abgeordneter der Frankfurter Nationalversammlung. 1864 erhielt er den kaiserlichen Franz-Joseph-Orden und wurde 1865 zum Landessanitätsreferenten für Böhmen in Prag ernannt.
Im Oktober 1866 wurde Franz Škoda Träger des Orden der Eisernen Krone III. Klasse und erhielt die damit verbundene Erhebung in den erbländisch österreichischen Adelstand als Franz Ritter von Škoda mit Diplom Wien 11. April 1867 und die Führung eines Wappens, dessen Wappenbild u. a. auch einen Aeskulapstab zeigt.
Als Vater des Industriellen und Gründers der Škoda-Werke Emil von Škoda war Franz Ritter von Škoda Großvater des Karl von Škoda (1878–1929). Das Adelsprädikat fiel 1918 mit Ende der Monarchie Österreich-Ungarn unter das Adelsaufhebungsgesetz.